# Bohdan Danylo

Wappen von Bohdan J. Danylo

Bohdan John Danylo (* 27. Mai 1971 in Giżycko, Polen) ist Bischof von Saint Josaphat in Parma.

## Leben
Bohdan Danylo empfing am 1. Oktober 1996 durch den Bischof von Stamford, Basil Harry Losten, das Sakrament der Priesterweihe.
Am 7. August 2014 ernannte ihn Papst Franziskus zum Bischof von Saint Josaphat in Parma. Der Großerzbischof von Kiew-Halytsch, Swjatoslaw Schewtschuk, spendete ihm am 4. November desselben Jahres die Bischofsweihe; Mitkonsekratoren waren der Weihbischof in der Erzeparchie Philadelphia, John Bura, und der Bischof von Stamford, Paul Patrick Chomnycky OSBM.